# Parque de esculturas y jardines de Frederik Meijer
El Parque de esculturas y jardines de Frederik Meijer (del inglés: Frederik Meijer Gardens & Sculpture Park) son unos invernaderos, y jardín botánico de 132 acres (53 hectáreas) de extensión con una colección de esculturas al aire libre, en el Municipio de Grand Rapids, Míchigan, Estados Unidos. 

## Localización
Comúnmente conocido como Meijer Gardens, se ha convertido rápidamente en una de las experiencias más importantes de la escultura del Medio Oeste y un destino de visita del mundo cultural.
Frederik Meijer Gardens & Sculpture Park 1000 East Beltline Avenue NE Grand Rapids Charter Township, Kent County, Míchigan, MI 49525 United States of America-Estados Unidos de América.
Planos y vistas satelitales.42°59′8″N 85°35′14″O / 42.98556, -85.58722
El invernadero se encuentra abierto a diario.

## Historia
Meijer Gardens abrió al público el 20 de abril de 1995 gracias a la generosidad de Frederik y Lena Meijer, la familia detrás de la Meijer Corporation, quien donó el apoyo financiero, la tierra y toda su colección de esculturas a la organización.
En 1990 la organización sin ánimo de luro "West Michigan Horticultural Society" hizo una petición a Frederik Meijer sobre la donación de una parcela de terreno propiedad de Meijer, Inc, como una potencial sede de un jardín botánico e invernadero.

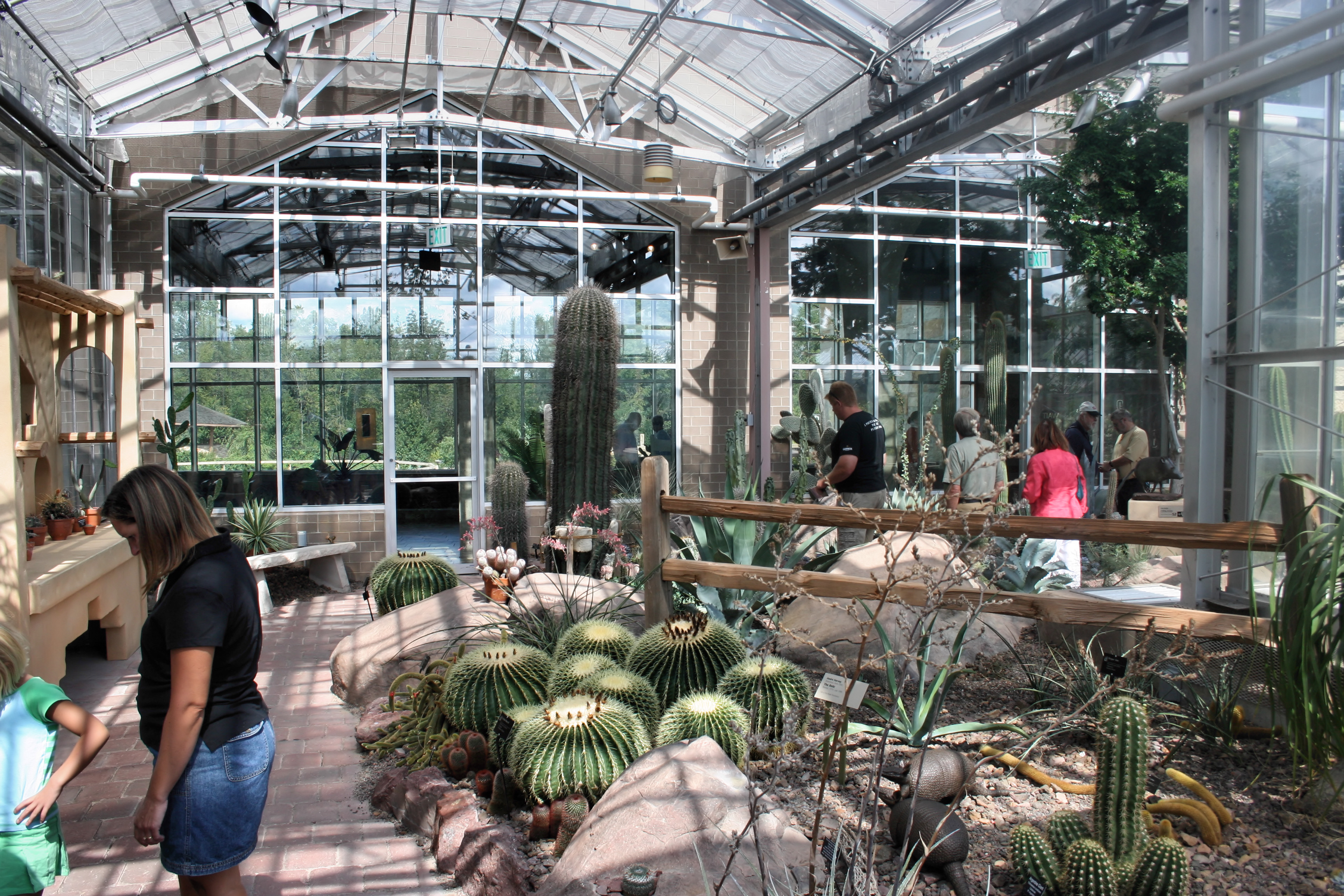
La sala Árida contiene muchas especies de plantas que se encuentran en terrenos del desierto.

La corporación "Meijer, Inc" en enero de 1991 donó 70,7 acres (28,6 ha) de terrenos en Grand Rapids Township, Michigan como sede de los jardines. Al mismo tiempo, Fred y Lena Meijer donaron toda su colección de esculturas con el proyecto. El proyecto del jardín botánico fue denominado en un principio como "The Michigan Botanic Garden", y fue renombrado como "Frederik Meijer Gardens" en agradecimiento a su mayor benefactor.
La firma distintiva del parque y los jardines, que hace hincapié en las entidades igualmente importantes de la escultura y la horticultura, satisface el objetivo de Meijer de unir el arte visual de la humanidad y el arte visual de la naturaleza.
Actualmente, es el segundo destino cultural más popular en Michigan, con 600 000 visitantes al año, y está financiado casi en su totalidad por donaciones privadas. Los "Meijer Gardens" incluyen al gran conservatorio tropical de Michigan, con tres jardines temáticos en su interior, una nueva sección de jardín japonés de 8 acres de extensión que abrirá sus puertas en el año 2015, los jardines al aire libre, senderos naturales y el paseo junto a la charca, galerías de escultura y escultura permanente, biblioteca, teatro audiovisual, una cafetería y tienda de regalos, aulas y salas de reuniones. Tanto en el interior como al aire libre, todo el edificio es totalmente accesible para discapacitados.
En sus primeros diez años de funcionamiento, los "Meijer Gardens" ha atraído a más de tres millones de visitantes. Los "Meijer Gardens" celebraron su 15 aniversario el 20 de abril de 2010. El 7 de mayo de 2010, los jardines acogieron a su visitante seis millones.
En mayo de 2009, fue nombrado uno de los mejores "30 Must-See Museums" en el mundo.
Es la segunda mayor atracción turística de Míchigan y es un lugar donde se realizan exposiciones de ArtPrize, el concurso de arte más grande de Míchigan decidido por votación del público. En ArtPrize de 2012, se estrenó "Quan", una escultura al aire libre por Carole Feuerman, como parte de la exposición colectiva con el lema "Body Double: The Figure in Contemporary Sculpture" ("Doble cuerpo: La Figura en la Escultura Contemporánea"). La escultura de Feuerman clasificada en el top 50 de la competición, el dibujo con las multitudes del parque de esculturas.

## Horticultura

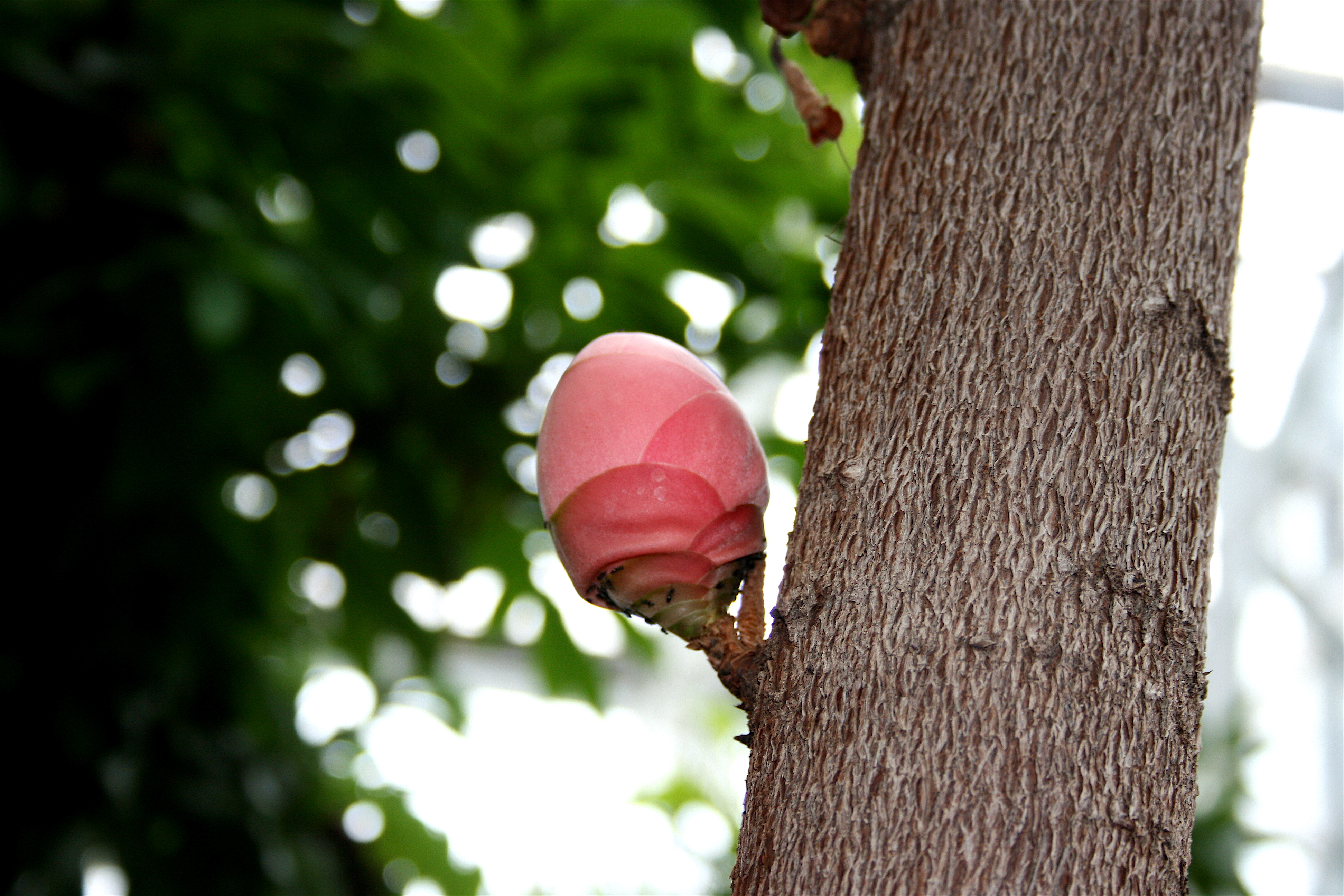
Rosa de Venezuela (Brownea grandiceps) en el "Frederik Meijer Gardens and Sculpture Park".

El invernadero Lena Meijer Conservatory en los "Meijer Gardens" es una instalación de cinco cuerpos de 15,000 pies² (1,400 m²) que ofrece paisajes de roca por el diseñador Philip DiGiacomo y la selección de plantas de jardín con un diseño de Stephen Rosselet. El conservatorio alberga plantas tropicales de todo el mundo, incluyendo palmas de coco de las islas del Pacífico, higueras de la India, exóticas orquídeas de América Central y del Sur, bambús asiáticos y plátanos. Jardines interiores adicionales incluyen la casa de las plantas carnívoras siendo una de las más completas de la nación, la casa árida con cactus Saguaros, y el invernadero victoriano.

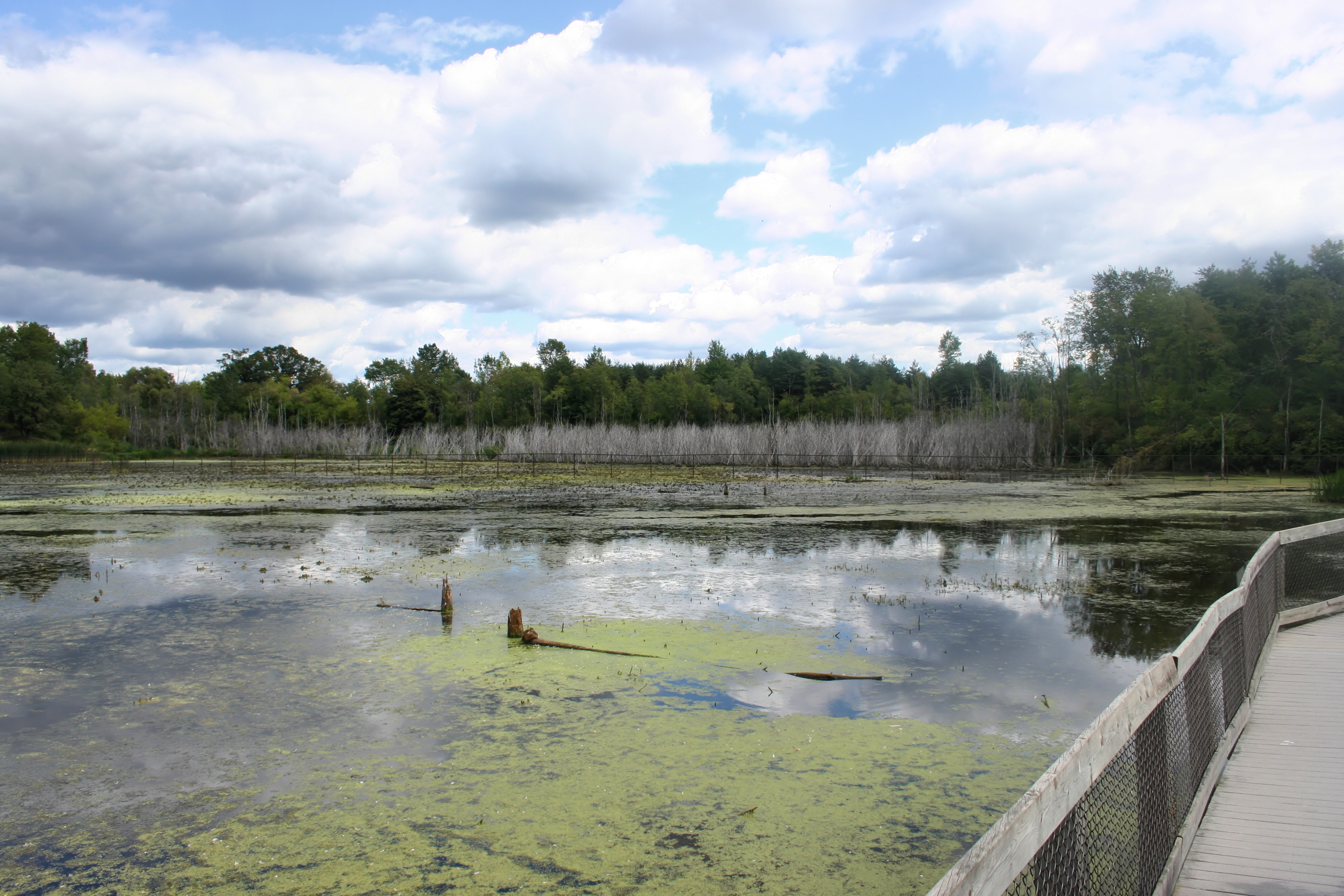
Uno de los ramales del recorrido "The Wege Nature Trail" que parten desde la zona del jardín en un coto privado de árboles nativos de Míchigan y humedales.

Los jardines al aire libre, realizados por el internacionalmente aclamado diseñador de jardines James van Sweden de Washington, D. C, y la diseñadora de jardines Penelope Hobhouse de Sussex, Inglaterra, con sus características plantaciones de las cuatro estaciones que se pueden disfrutar durante todo el año. En septiembre de 1997, fueron dedicados los "Leslie E. Tassell English Perennial & Bulb Garden" y el "New American Garden".
Con vistas a fomentar una conciencia educativa de numerosos ecosistemas en el oeste de Michigan, se creó el "Wege Nature Trail" un camino pavimentado que serpentea a través de una sección forestal de la propiedad. Está conectado con el paseo Frey junto a la charca, que lleva a los visitantes a los humedales naturales. En estos paseos se ubican sitios de observación de aves, áreas de praderas naturales, un estanque de renacuajos y hermosas vistas.
The Gwen Frostic Woodland Shade Garden, este jardín fue dedicado en junio de 1998, y conmemora la influencia artística de "Gwen Frostic" artista conocido, naturalista y escritor y cuenta con plantas de bosque incluyendo una colección de helechos, hostas, Lamprocapnos spectabilis, rododendros y azaleas. Ver los cambios florales del Woodland Shade Garden durante la temporada de 2013, visitando la serie"Life Beneath the Canopy" en el que se muestran los cambios que ocurren en las plantas del jardín "Woodland Shade Garden" a través del tiempo.
En mayo de 2003, los "Meijer Gardens" abrieron al público los 3 acres (1.2 hectáreas), del Michigan Farm Garden como un lugar donde las familias pueden disfrutar de jardines llenos de variedades antiguas de plantas, huertos y esculturas figurativas de animales dentro de una granja con una configuración completa de la década de 1930 con un granero de 100 años de edad, y una réplica de la casa de la infancia de Lena (Rader)Meijer. 
The Frederik Meijer Gardens Amphitheater abierto en junio de 2003. La música al aire libre y sala de teatro cuenta con un escenario cubierto que cumple con las normativas sinfónicas, y es capaz de adaptarse a casi cualquier interpretación musical. Como un jardín en sí, el Anfiteatro cuenta con asientos de césped con gradas para 1.800 personas. De los destacados músicos que han pasado por el escenario de "Meijer Gardens" se incluyen a Art Garfunkel, B.B. King, David Byrne, Ani DiFranco y George Benson.
The Lena Meijer Children’s Garden en los "Meijer Gardens" abrió sus puertas en junio de 2004 y es uno de los mayores jardines de los niños en el país. Esta experiencia única para toda la familia gira en torno al mundo encantado de las plantas, los jardines, la escultura y la naturaleza a través de las áreas interactivas creativas que abarcan 5 acres (2.0 ha). Casas en los árboles del bosque y de una cabaña de madera, un jardín acuático interactivo, un laberinto de las mariposas, jardín sensorial y mucho más, se ofrece en los jardines de los niños más encantadores en el Medio Oeste.
Como parte del enfoque educativo de los "Meijer Gardens", se encuentra la biblioteca "Peter M. Wege Library" que ofrece libros de referencia y publicaciones periódicas en la temática de la horticultura y la escultura.

## Escultura

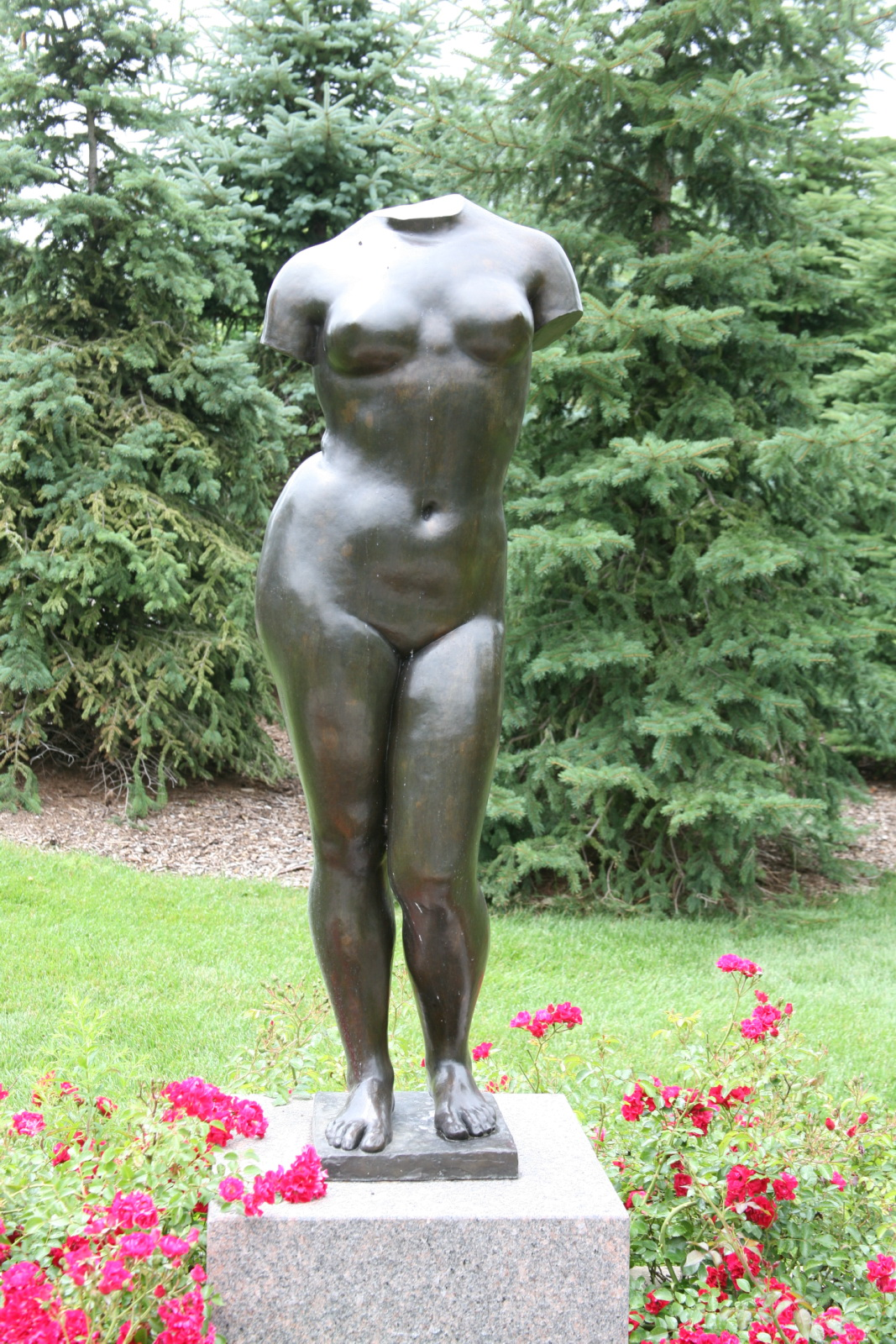
Torse de l'eté (1911) de Aristide Maillol.

Los "Meijer Gardens" incluye un parque de esculturas al aire libre de 30 acres (12 ha), que fue inaugurado el 16 de mayo de 2002. Cuenta con más de 170 esculturas de artistas de renombre mundial tal como Magdalena Abakanowicz, Jonathan Borofsky, Alexander Calder, Tony Smith, Anthony Caro, Anthony Gormley, Mark di Suvero, Henry Moore, Claes Oldenburg, Marshall Fredericks, Arnaldo Pomodoro, Dale Chihuly, Laura Ford y Kenneth Snelson entre otros. La colección incluye numerosas esculturas monumentales expuestas al aire libre, en todas las áreas de la propiedad, así como dentro del invernadero, jardines especialidad y galería. 
Entre los puntos destacados para los visitantes está The American Horse obra de Nina Akamu, creada en homenaje al original de Leonardo da Vinci comisionado por el Duque de Milán, así como las obras seleccionadas de Rodin y Degas presentes en el "Victorian Conservatory". 
El Programa de Escultura en los "Meijer Gardens" cuenta con tres exposiciones temporales al año. Exposiciones destacadas incluyen obras de Andy Goldsworthy, Tom Otterness, Magdalena Abakanowicz, George Rickey y Jaume Plensa.

## Exhibiciones estacionales
Cada año, los "Meijer Gardens" cuenta con dos de sus más grandes exposiciones, Foremost's Butterflies Are Blooming, patrocinado por Foremost Insurance Group, y Christmas and Holiday Traditions Around the World.
Butterflies - Foremost's Butterflies Are Blooming se inició en 1995 y está abierto todos los años, del 1 de marzo al 30 de abril. Es la mayor exposición temporal de mariposas en los Estados Unidos con más de 6000 mariposas tropicales de América del Sur y Asia Central, en la exhibición en el Conservatorio Lena Meijer. Esta es la muestra más grande de los jardines de Meijer con más de 150 000 visitantes al año.
Christmas and Holiday Traditions Around the World  Tiene su inicio en 1995, nacido como un esfuerzo de los "Meijer Gardens" para compartir cómo se celebra la Navidad en todo el mundo, cada mes de noviembre hasta la primera semana de enero, abarca la decoración, música y comida de más de 40 países y culturas y 300.000 luces parpadeantes tanto en interiores como en exteriores. Actividades en familia, tienen lugar los fines de semana y los martes por la noche tanto paseos en carruajes como fiestas de entretenimiento. La exposición se ha convertido en una tradición navideña con más de 75 000 visitantes de todo el país cada año.

## Algunas de las esculturas

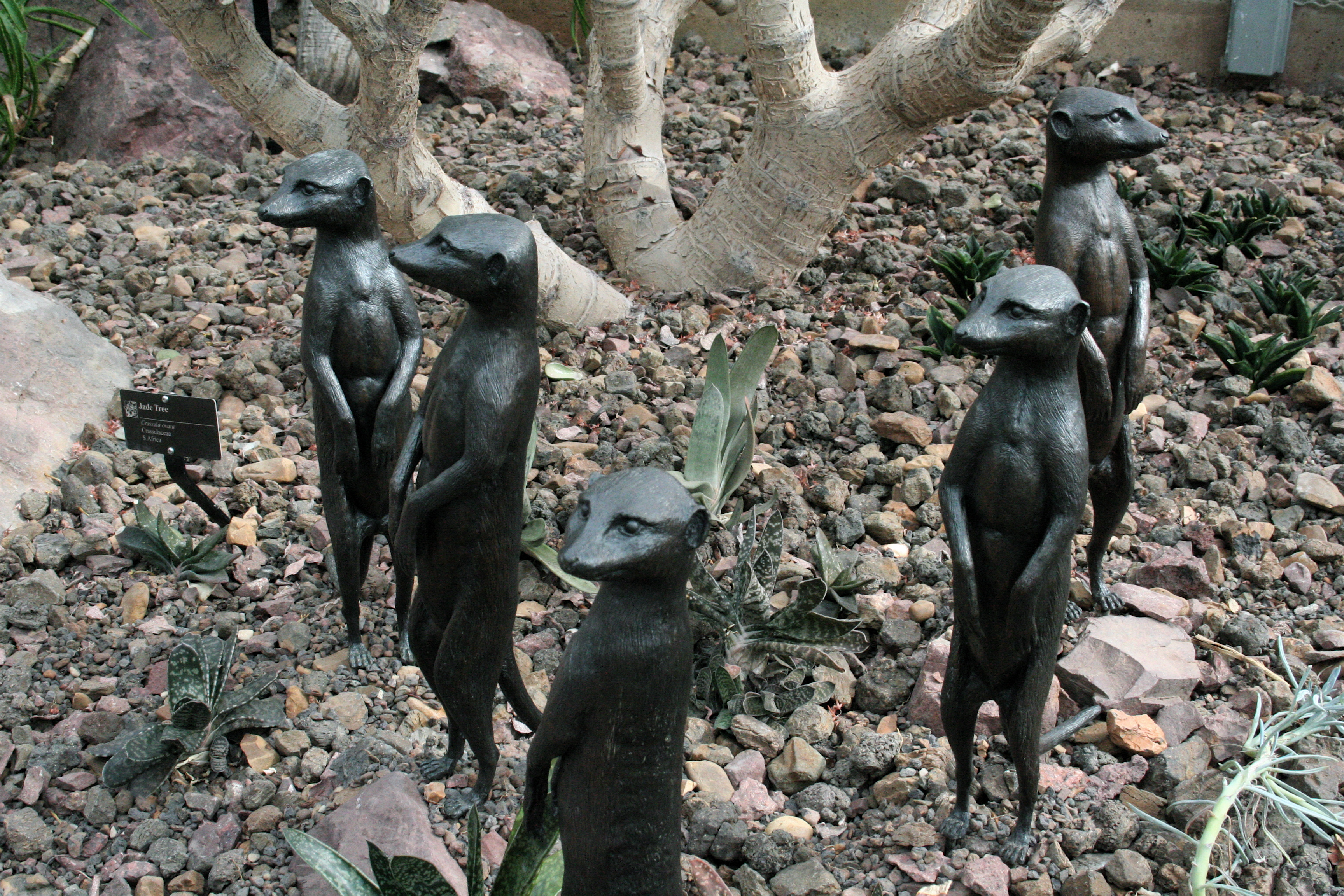
Esculturas de suricatas en los "Meijer Gardens".
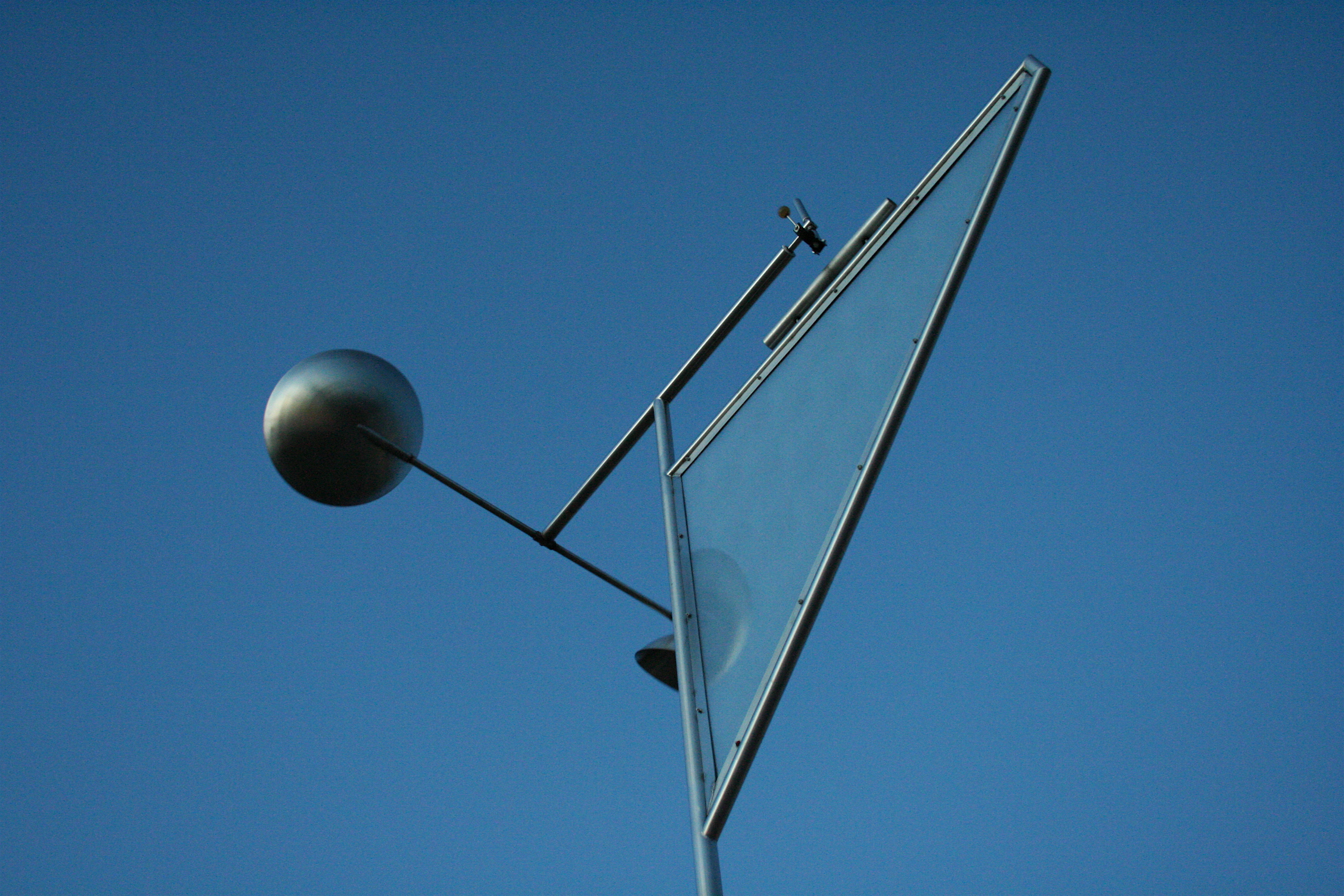
Zen Leo en los "Meijer Gardens".
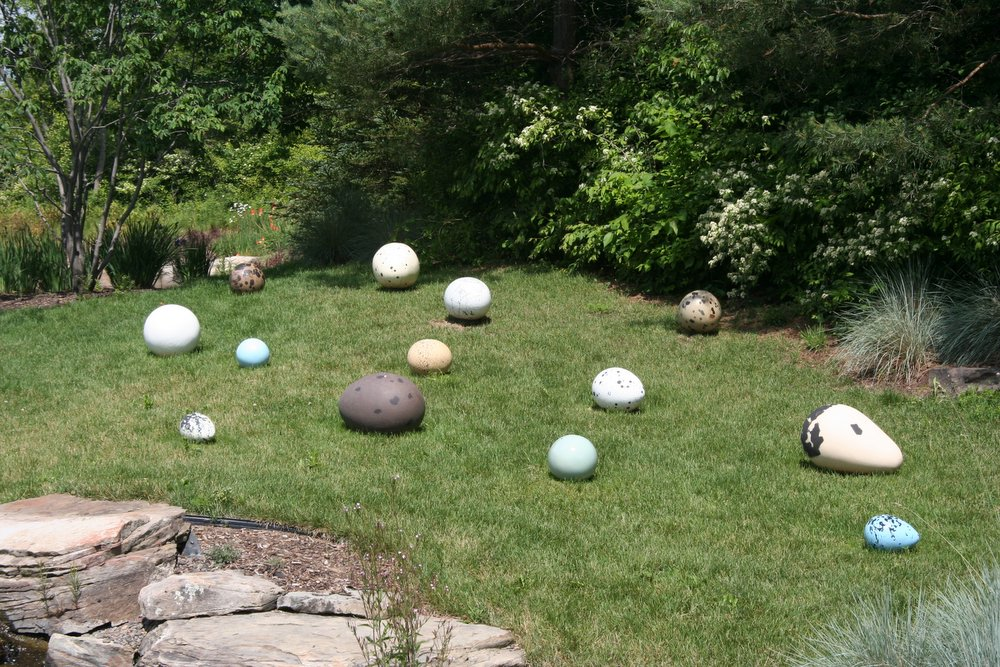
Esculturas de huevos en los "Meijer Gardens".

## Galería

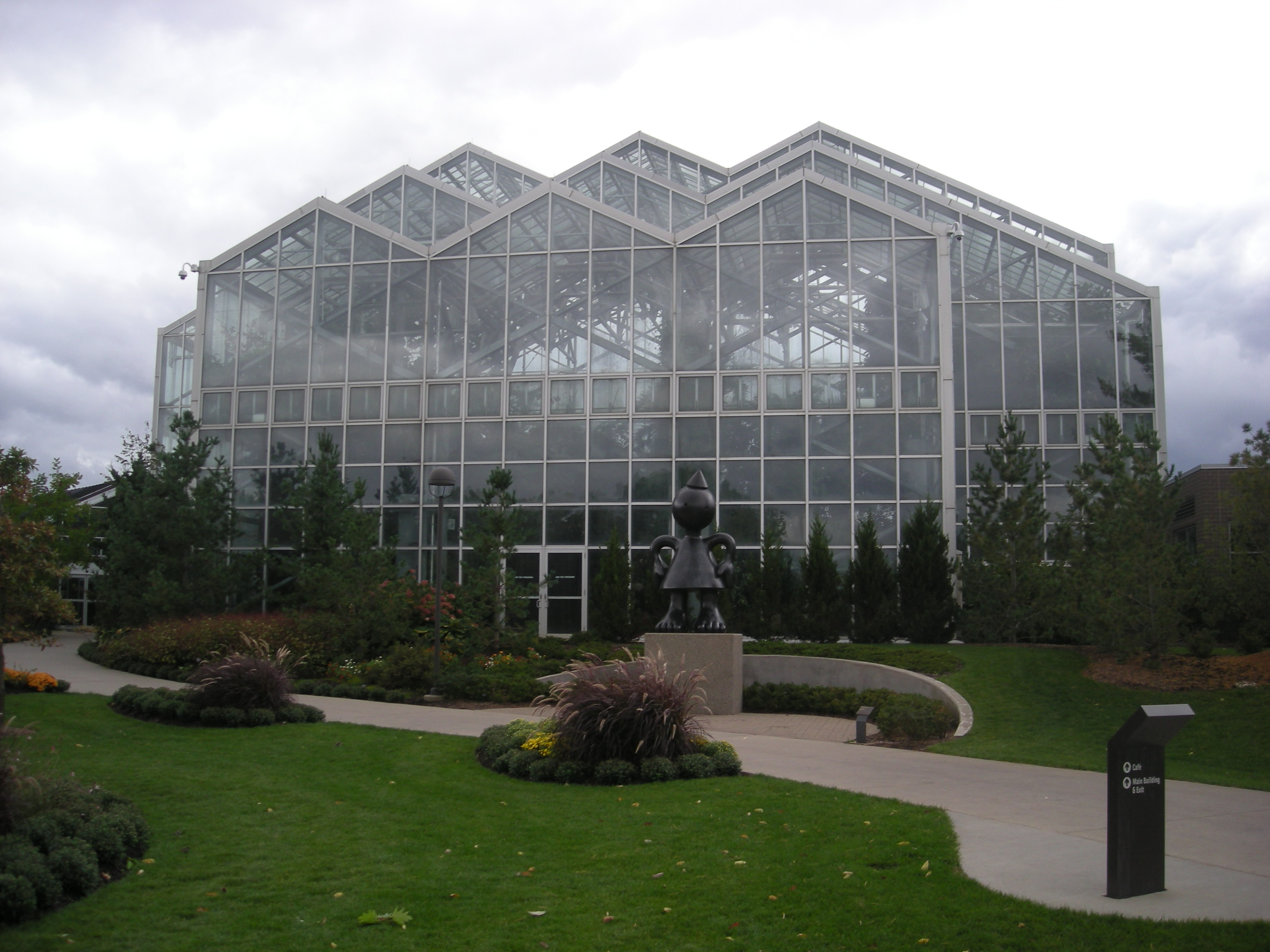
Lena Meijer Tropical Conservatory
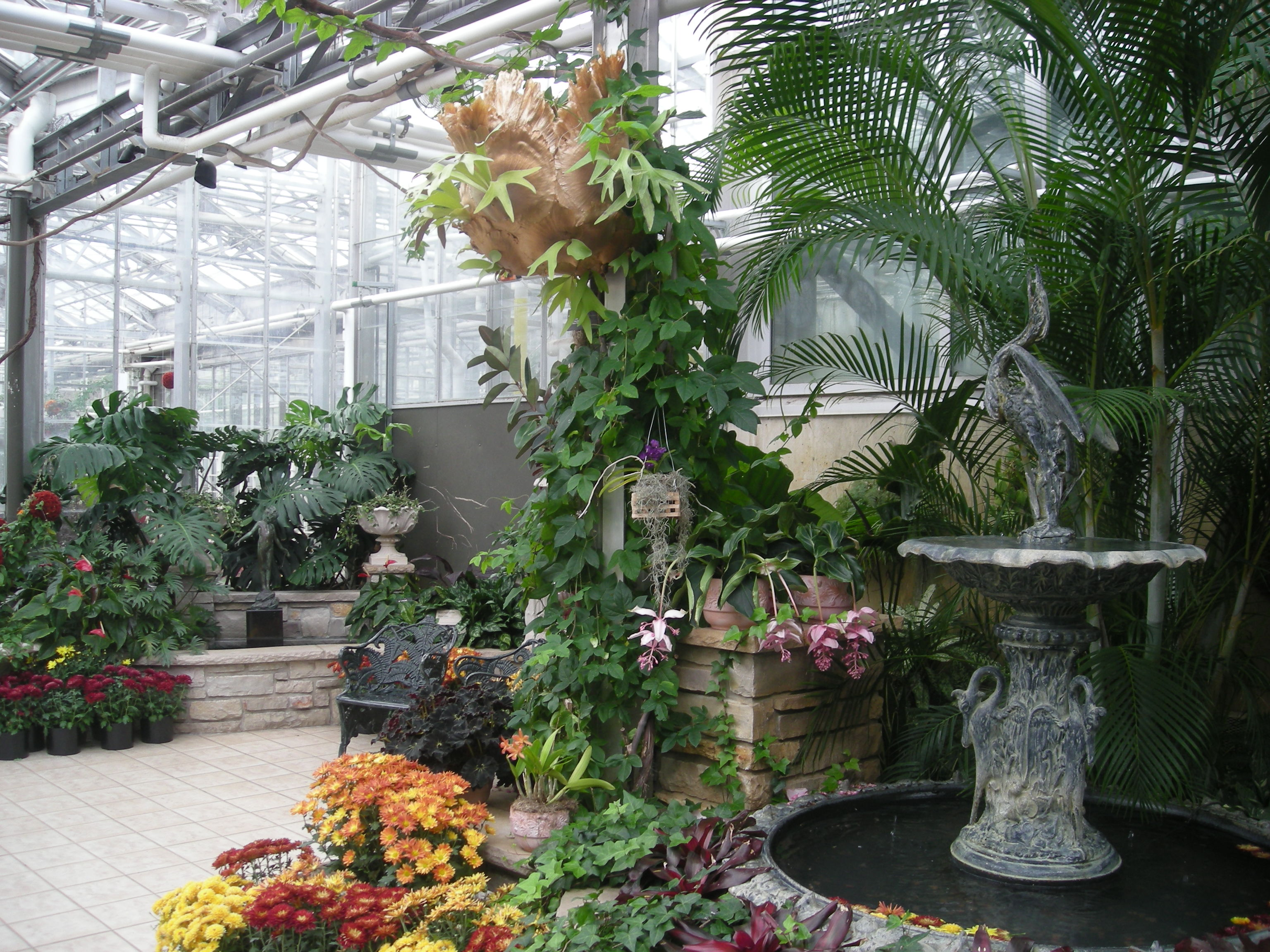
Earl and Donnalee Holton Victorian Garden
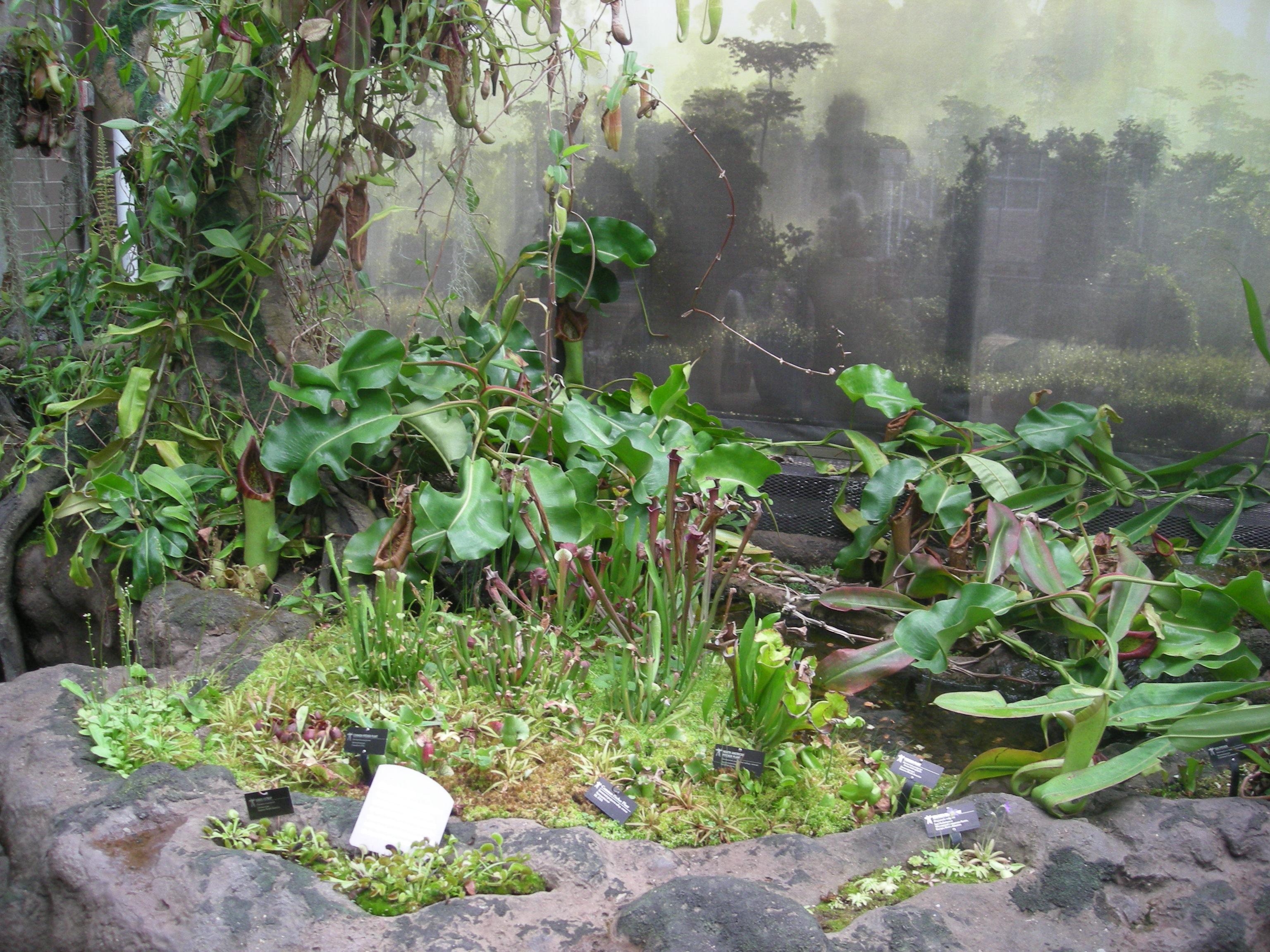
Kenneth E. Nelson Carnivorous Plant House
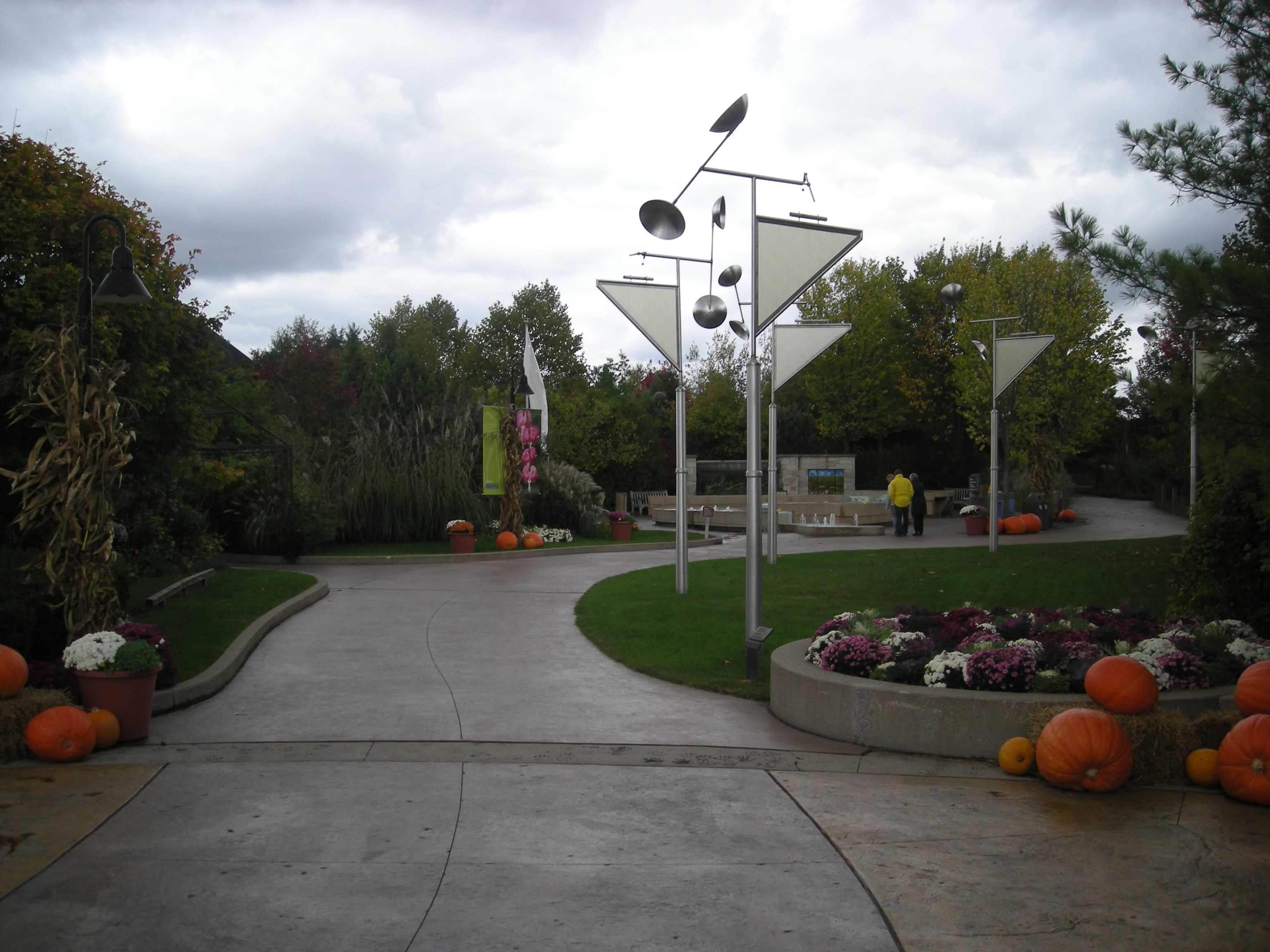
Lena Meijer Children's Garden
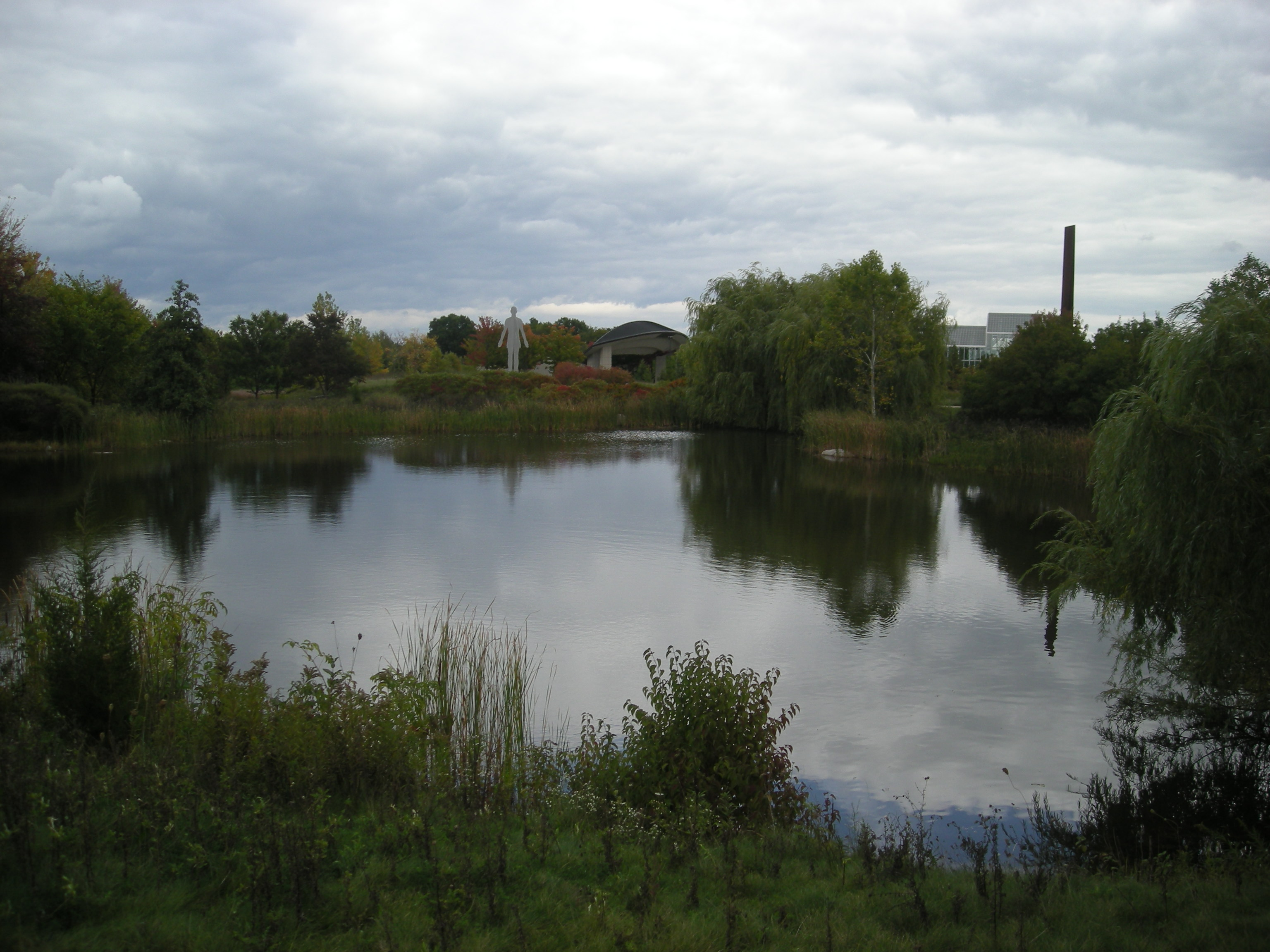
Sculpture Park
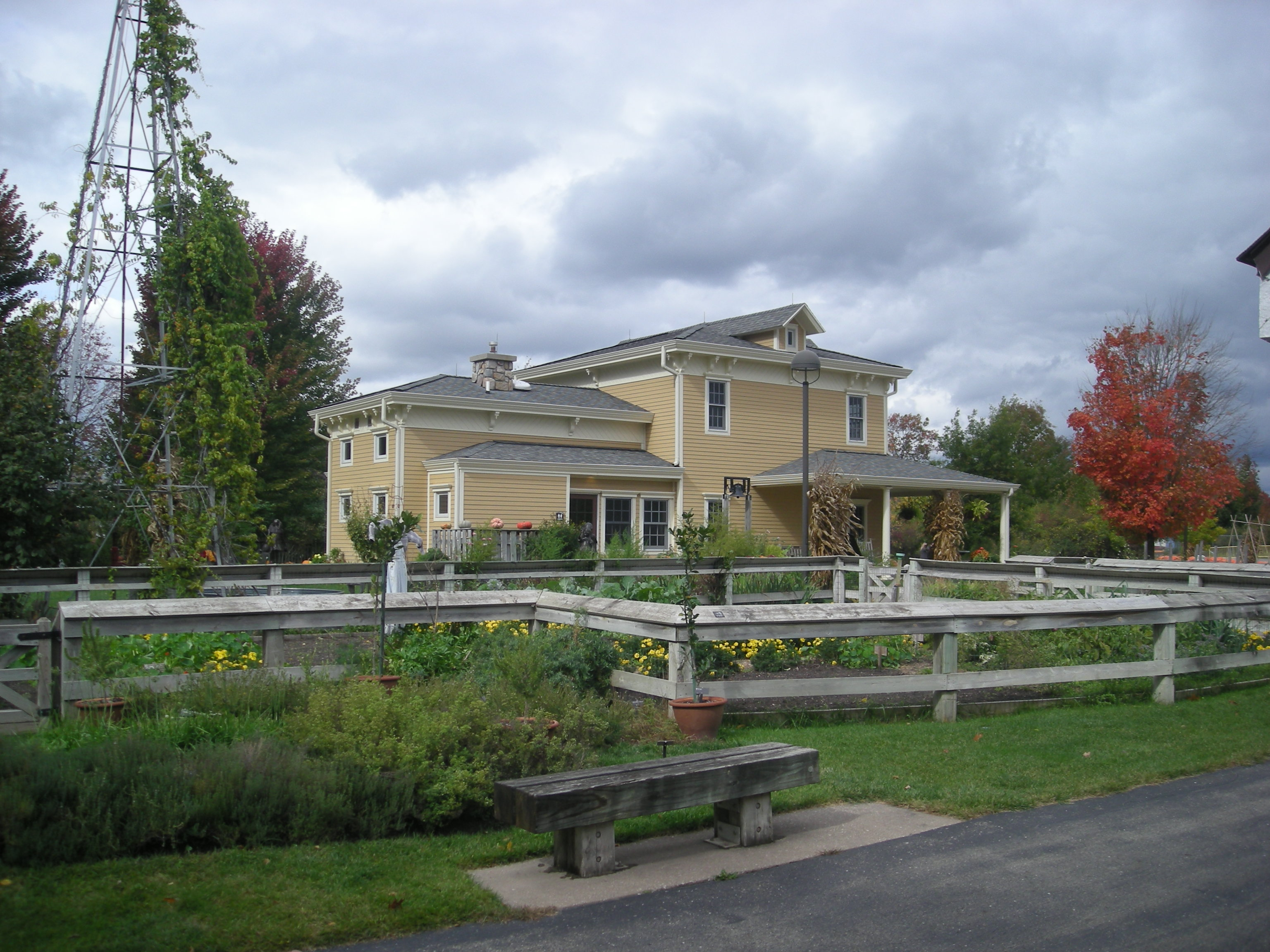
Michigan's Farm Garden
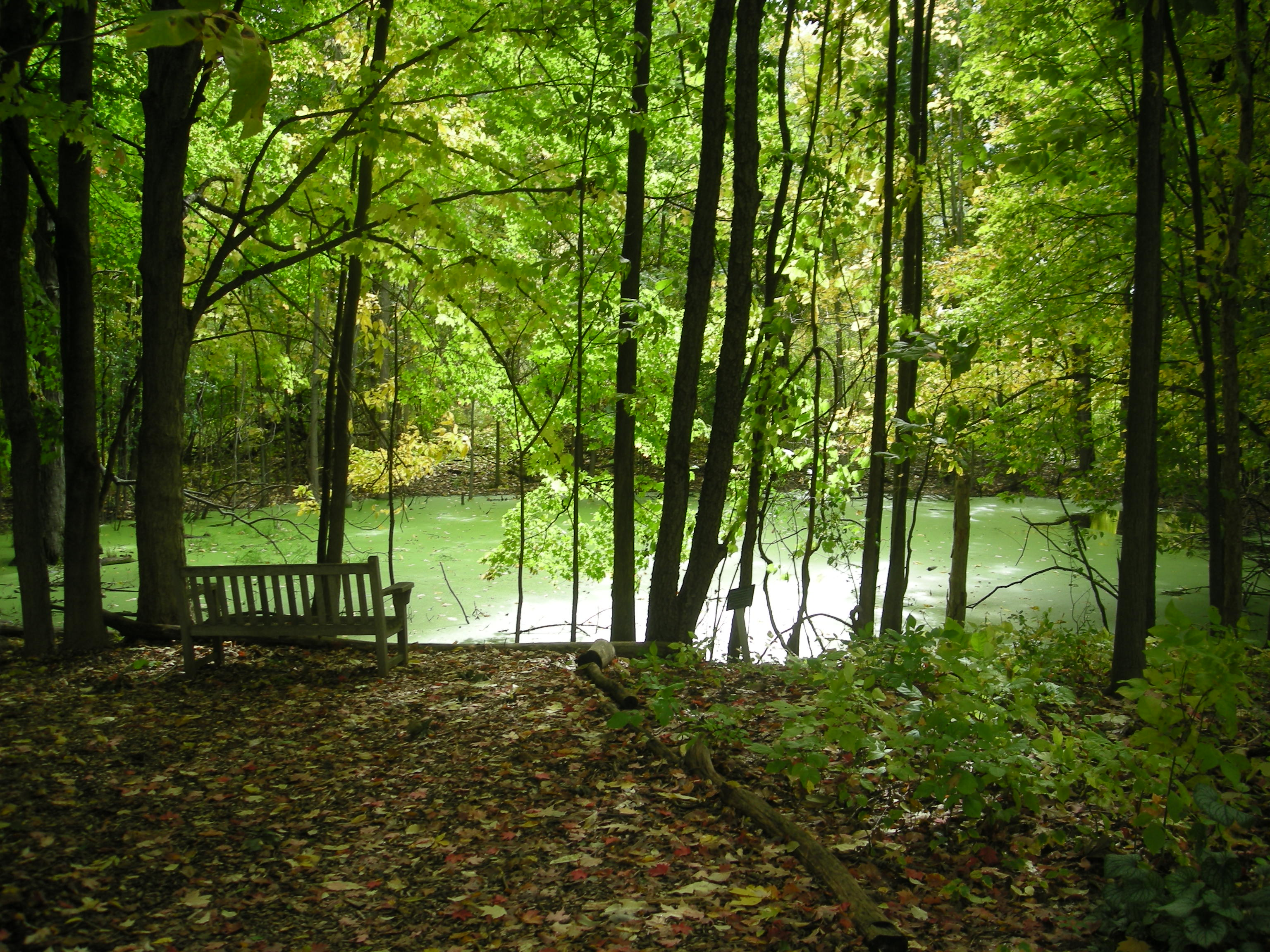
Gwen Frostic Woodland Shade Garden
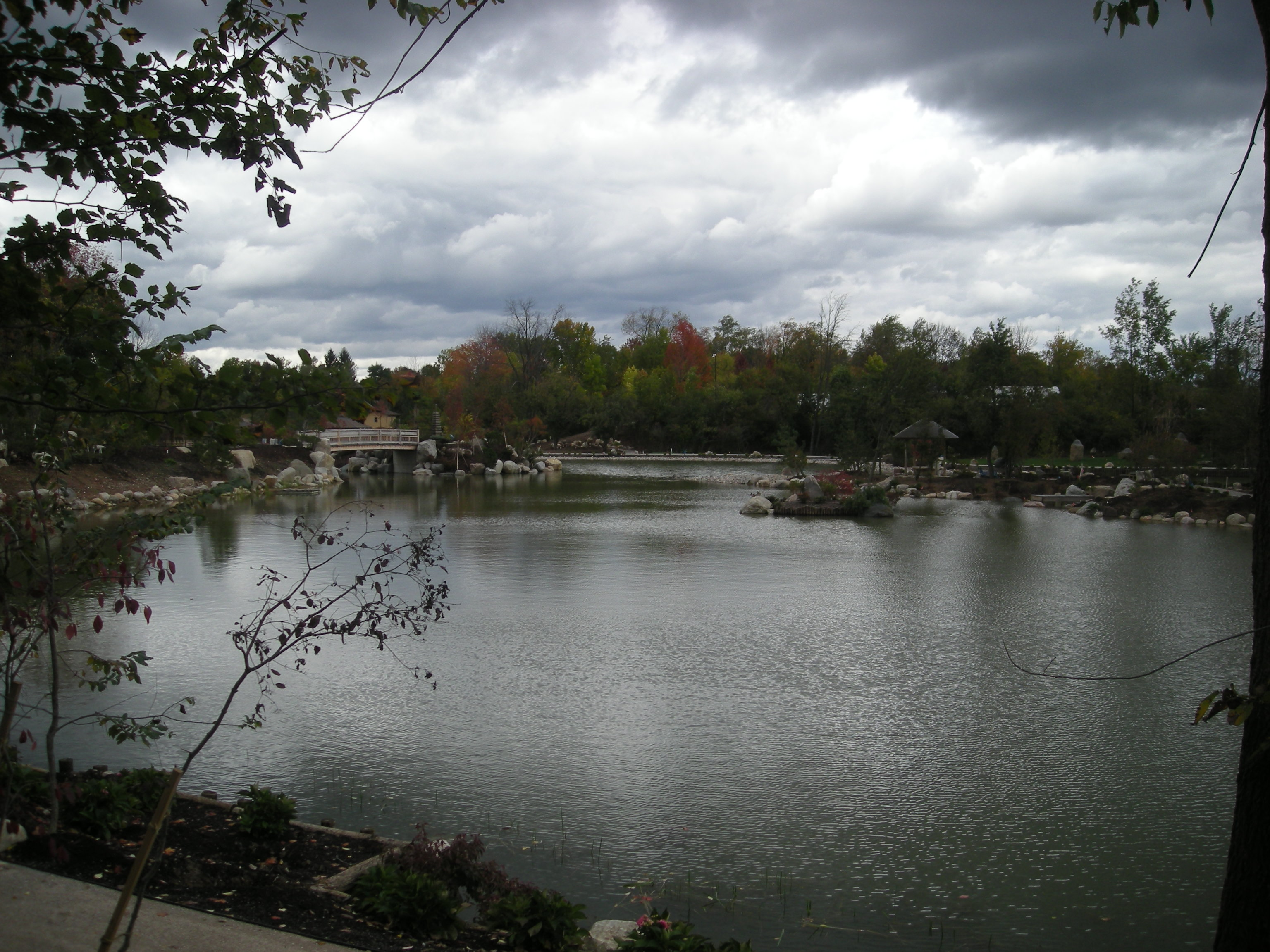
Richard & Helen DeVos Japanese Garden (en construcción, octubre 2014)